# Дихогамія
Дихога́мія (від грец. δίχα — окремо та γάμος — шлюб), або послідовний гермафродитизм — тим гермафродитизму при якому відбувається зміна статі особини протягом її життєвого циклу. Спостерігається у багатьох риб, черевоногих молюсків а також рослин. Такі організми продукують протягом різних етапів свого життя жіночі та чоловічі гамети. Такі зміни статі пов'язані із досягненням певного віку чи розміру, або обумовлені соціальною структурою.

## Характеристика
Розрізніють:
- у залежності від неспівпадання періодів дозрівання:
  - повну дихогамію, в якій періоди повністю не збігаються;
  - неповну дихогамію, в якій періоди дозрівання органів частково перекриваються.
- у залежності від черговості дозрівання чоловічих і жіночих органів:
  - протандрія — спочатку дозрівають чоловічі, а потім жіночі органи;
  - протогінія — спочатку дозрівають жіночі, а потім чоловічі органи. Протогінія зустрічається рідше, ніж протандрія.

## Зоологія

### Протандрія

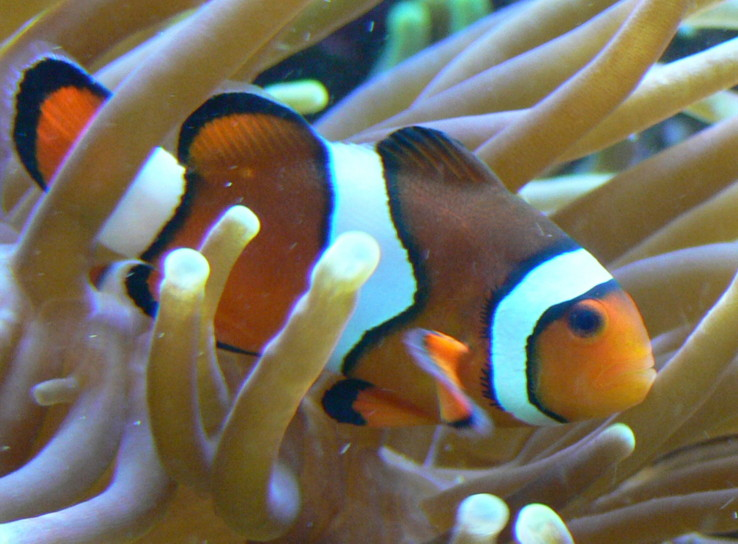
Клоун помаранчевий

Протоандрія серед тварин є малопоширеним явищем, проте трапляється серед різних груп організмів. Зокрема, серед риб, молюсків та ракоподібних, однак повністю відсутня серед наземних хребетних. Серед риб трапляється у представників родин Помацентрових, Спарових та Бичкових. Найбільш відомим прикладом протоандії серед риб є риби-клоуни. Так, клоуни помаранчові (Amphiprion percula) мешкають на актинії групою, яка складається з пари, яка розмножується, а також до 4 особин, які участі в розмноженні не беруть. Самка має найбільші розміри; самець, який бере участь у розмноженні — другий за розміром. Інші самці дрібніші та їхні статеві залози не функціонують. Якщо самка гине, найбільший самець набирає вагу і стає самкою для цієї групи. У найбільшого серед інших самців відбувається статеве дозрівання і він стає репродуктивним самцем.
Серед інших таксонів це: черевоногі молюски — Laevapex fuscus; лускокрилі — Speyeria mormonia, ракоподібні — рід Lysmata.

### Протогенія

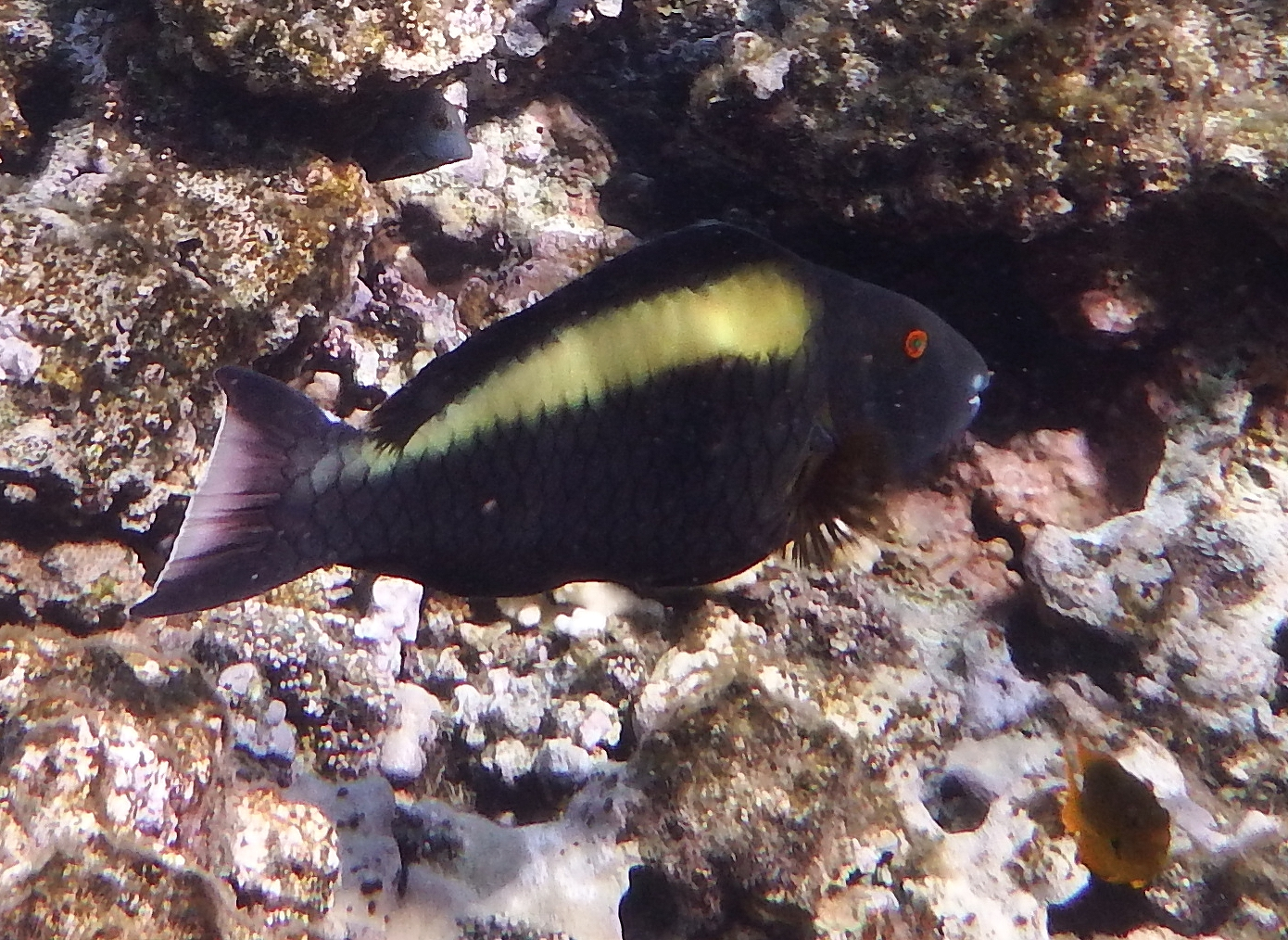
Риба-папуга двоколірна, початкова стадія — самка

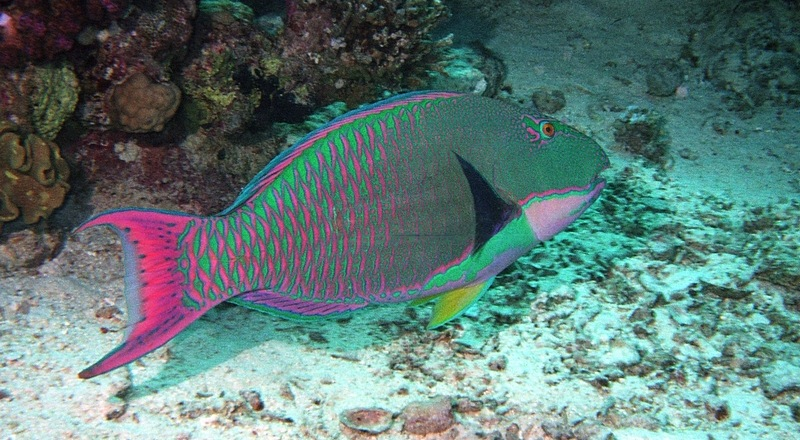
Риба-папуга двоколірна, кінцева стадія — самець

Протогенія серед тварин трапляється частіше, ніж протоандрія. Досить поширеним це явище є серед риб — серед 500 видів, для яких властива дихогамія, у 75 % виявлено протогенію. Типовим прикладом протогенії серед риб є представники родини Губаневих. У них самці мають більші розміри, ніж самки; у більшості випадків самки та молоді самці мають однакове забарвлення, тоді як самці відрізняються яскравим забарвленням. Також відрізняються соціальні ролі: великі за розміром самці утримують територію і прагнуть нереститись із самками індивідуально, тоді як маленькі та середні за розміром самці початкової фази живуть спільно із з самками та для них характерний груповий нерест.
Протогенія у риб трапляється також у представників родин Серранових (Serranidae), Спарових (Sparidae), Злитнозябрових (Synbranchidae), Риби-папуги (Scaridae), Помацентрових (Pomacanthidae), Бичкових (Gobiidae), Летринових (Lethrinidae).

## Біологічне значення
Загалом, з еволюційної точки зору явище дихогамії підвищує рівень пристосованості організмів. Серед основних гіпотез, які пояснюють виникнення дихогамії в процесі еволюції, розглядають дві гіпотези. Перша з них — модель переваги розміру. Згідно неї, особини певної статі розмножуються більш ефективно, якщо вони мають певний розмір чи вік. Друга гіпотеза пояснює виникнення дихогамії захистом проти інбридингу — такий спосіб розмноження може захистити від близькоспорідненого схрещування в популяціях організмів, які мають досить низьку рухливість та/або є недостатньо поширеними, тому існує значний ризик зустрічі братів і сестер після досягнення статевої зрілості та їхнього схрещування.

## Ботаніка

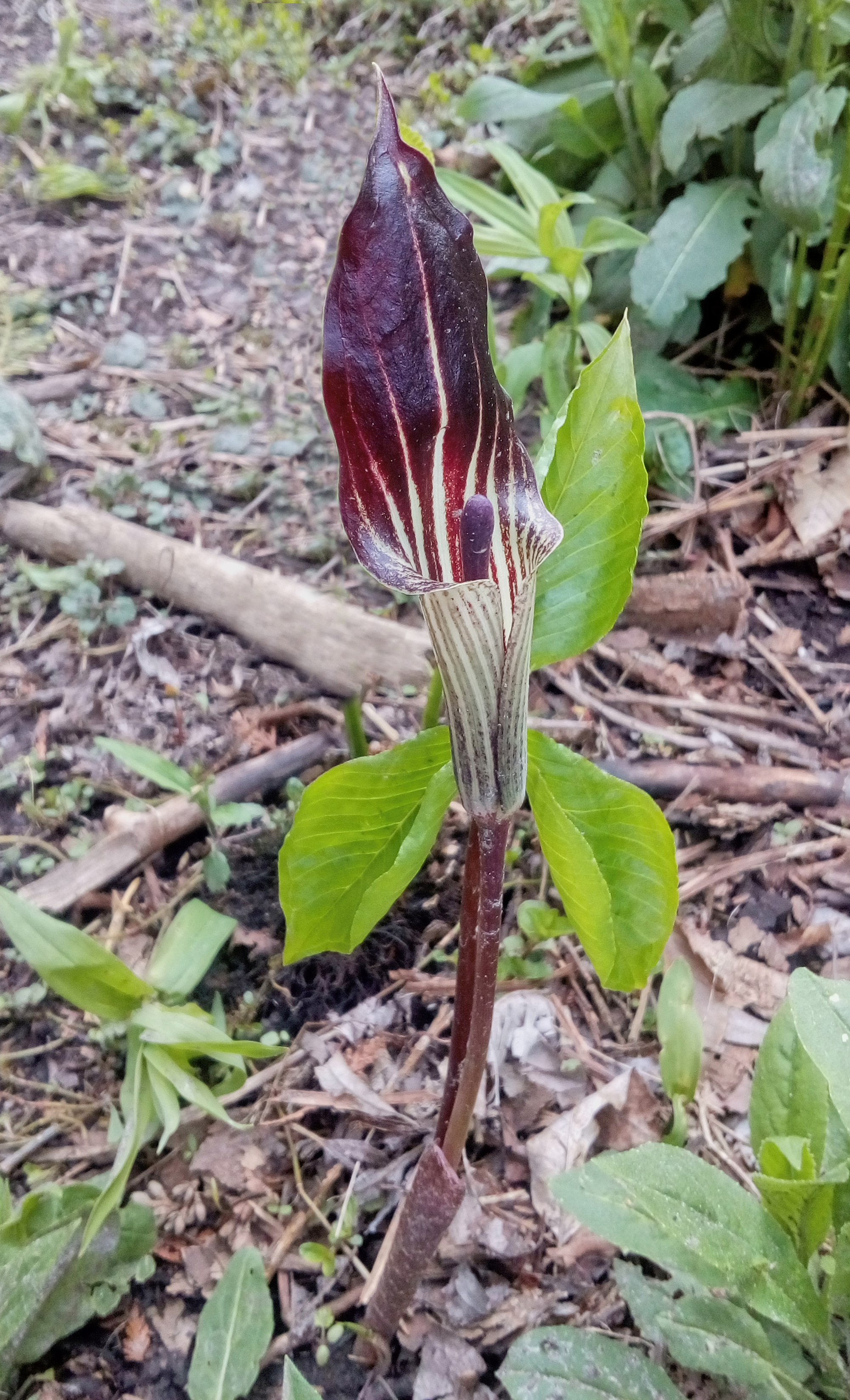
Arisaema triphyllum

У рослин дихогамія обумовлена неодночасним дозріванням в квітках пиляків і рилець або чоловічих і жіночих органів спороношення у спорових рослин. Наприклад, у багатьох гвоздикових, геранієвих, мальвових, складноцвітих пиляки розкриваються раніше, ніж дозріває приймочка (протандрія), багатьох хрестоцвітих, розових і представників деяких інших родин рослин раніше дозріває приймочка (протогінія).
У Arisaema triphyllum у ході онтогенезу особини розвиваются від нестатевої молодої рослини спочатку до молодої генерації, яка має виключно чоловічі органи розмноження; потім рослини мають і чоловічі, і жіночі статеві органи; та завершують свій життєвий цикл як рослини, що продукують виключно жіночі гамети.
Тип дихогамії може залежати від погодних умов; наприклад, протогінічним осоковим у спекотну весну іноді властива протандрія..

## Біологічне значення
Значення дихогамії у рослин полягає в тому, що завдяки їй самозапилення ускладнюється або стає зовсім неможливим, тому шанси на перехресне запилення підвищуються..